# Mury miejskie w Poznaniu

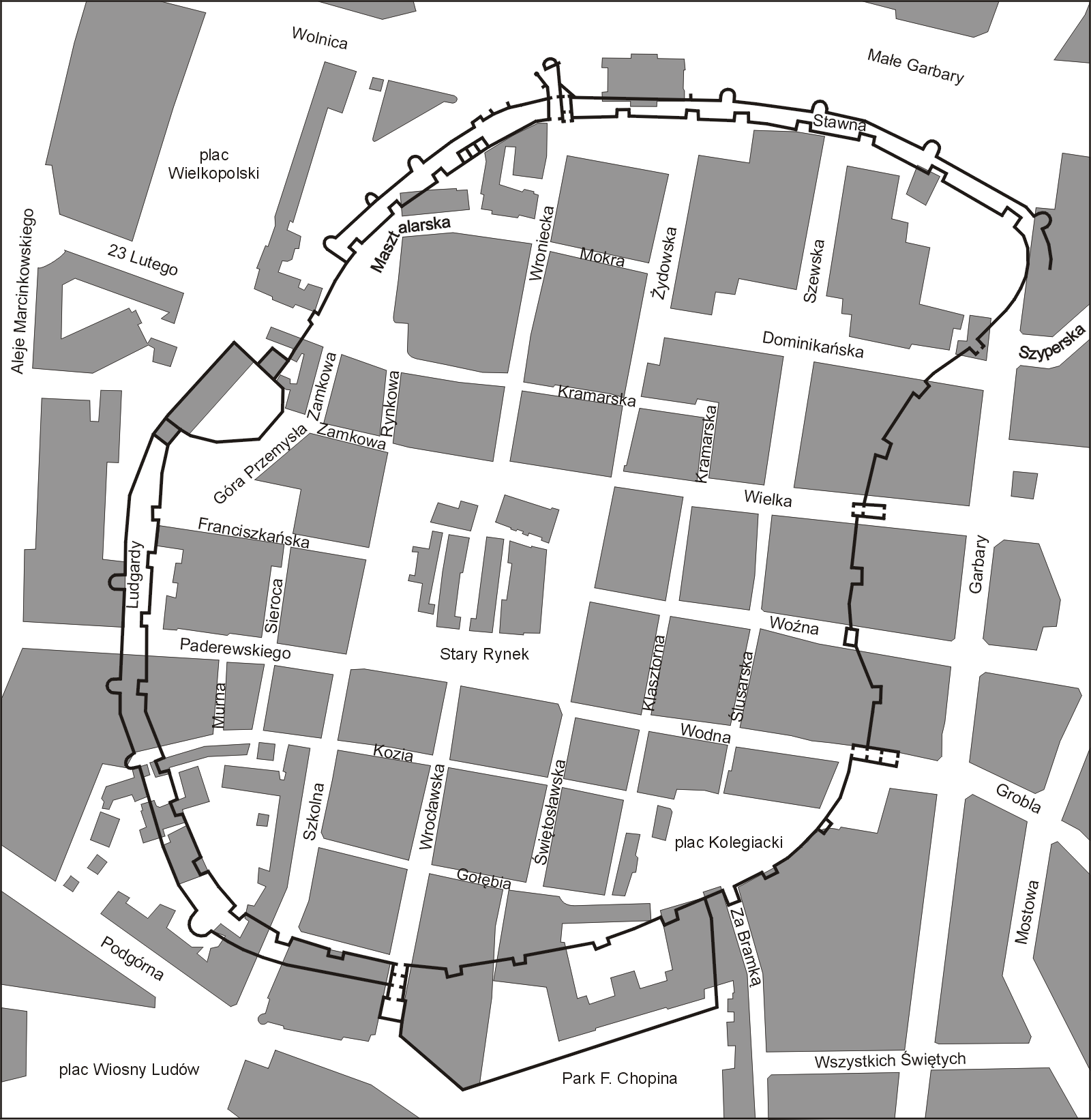
Zaznaczony przebieg murów miejskich na tle współczesnej zabudowy

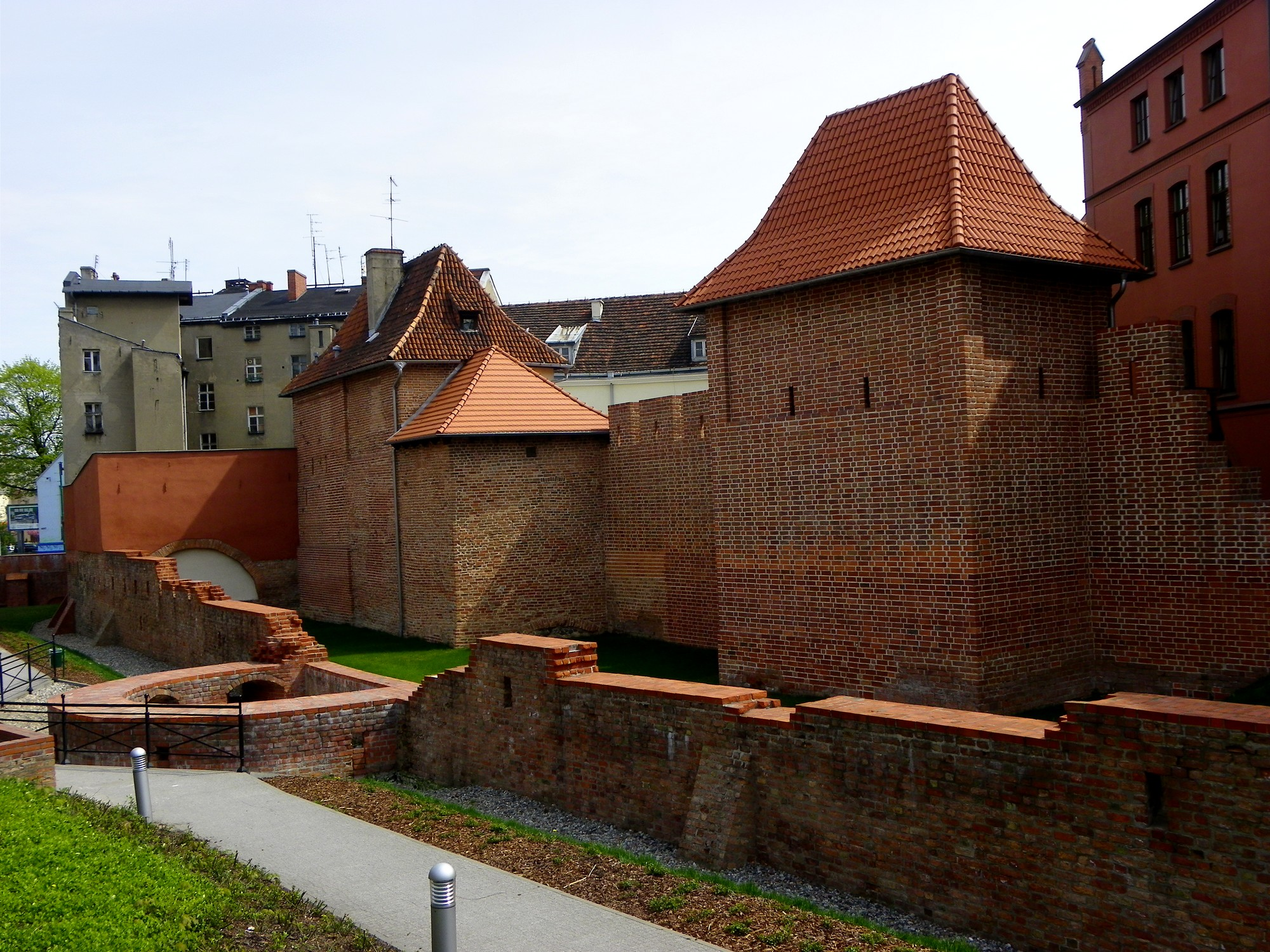
Baszta "Strażacka" i Baszta Katarzynek. Zrekonstruowane obwarowania na dziedzińcu straży pożarnej

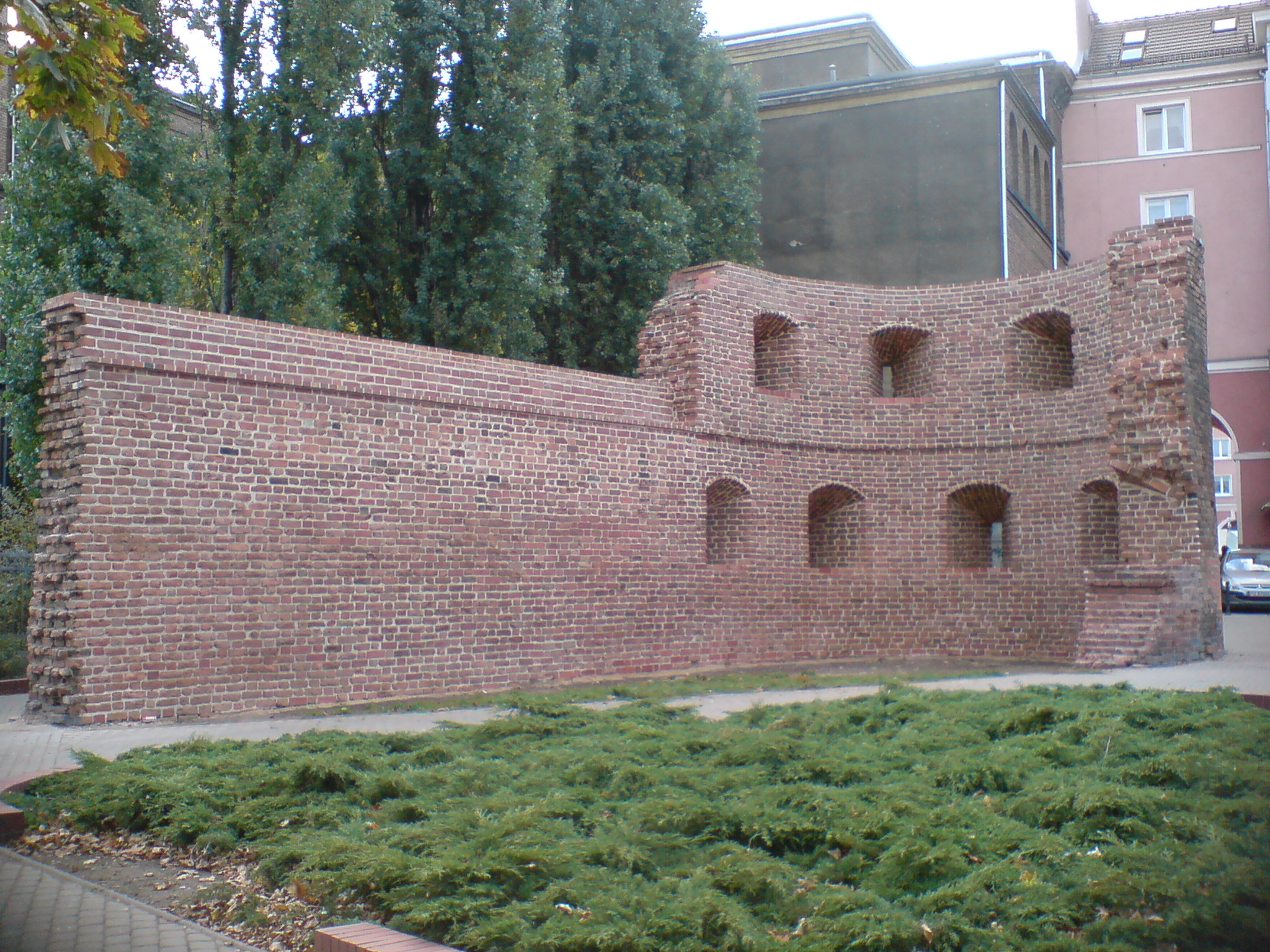
Baszta Armatnia

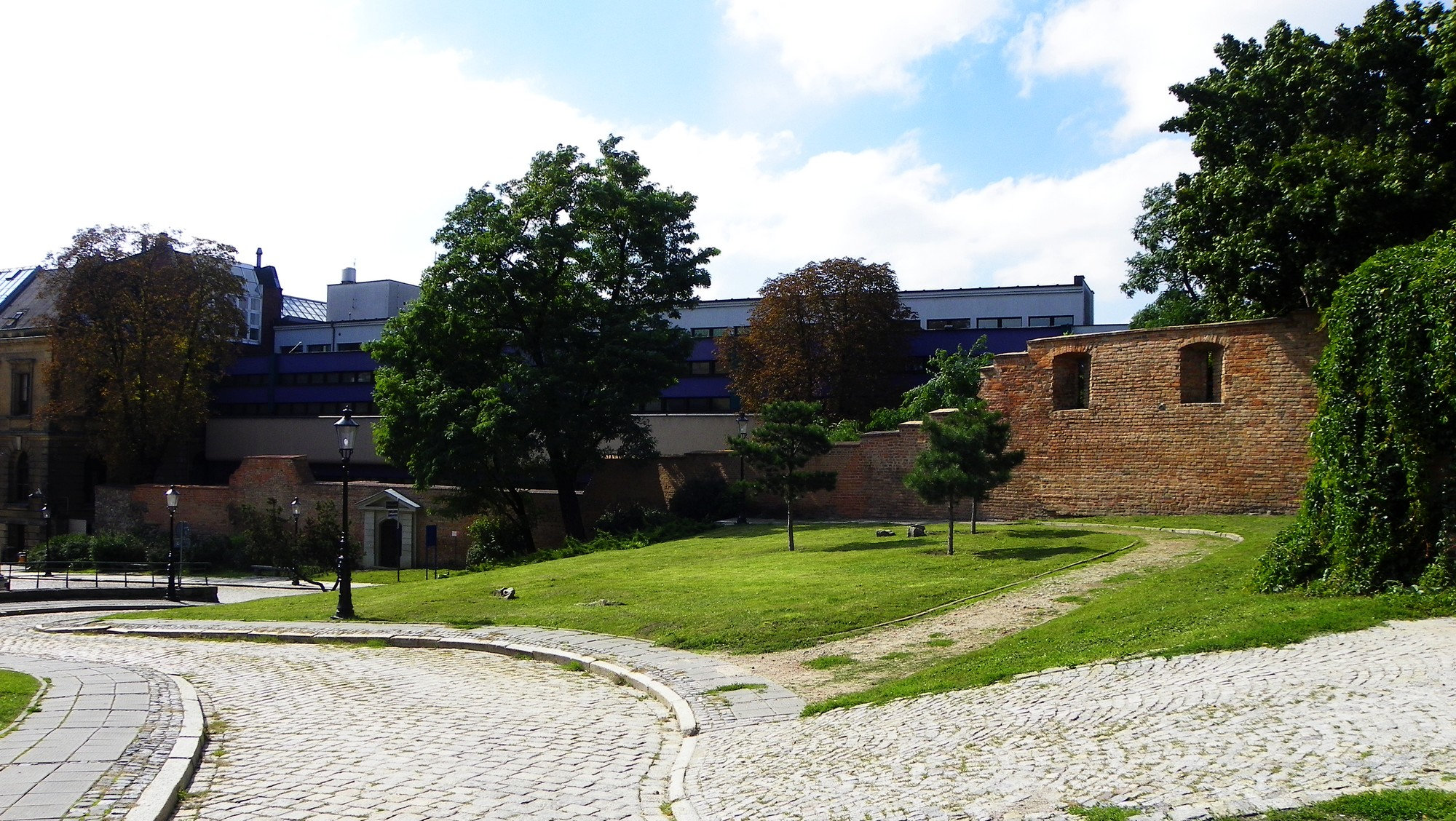
Zachodni fragment murów przy ul. Ludgardy

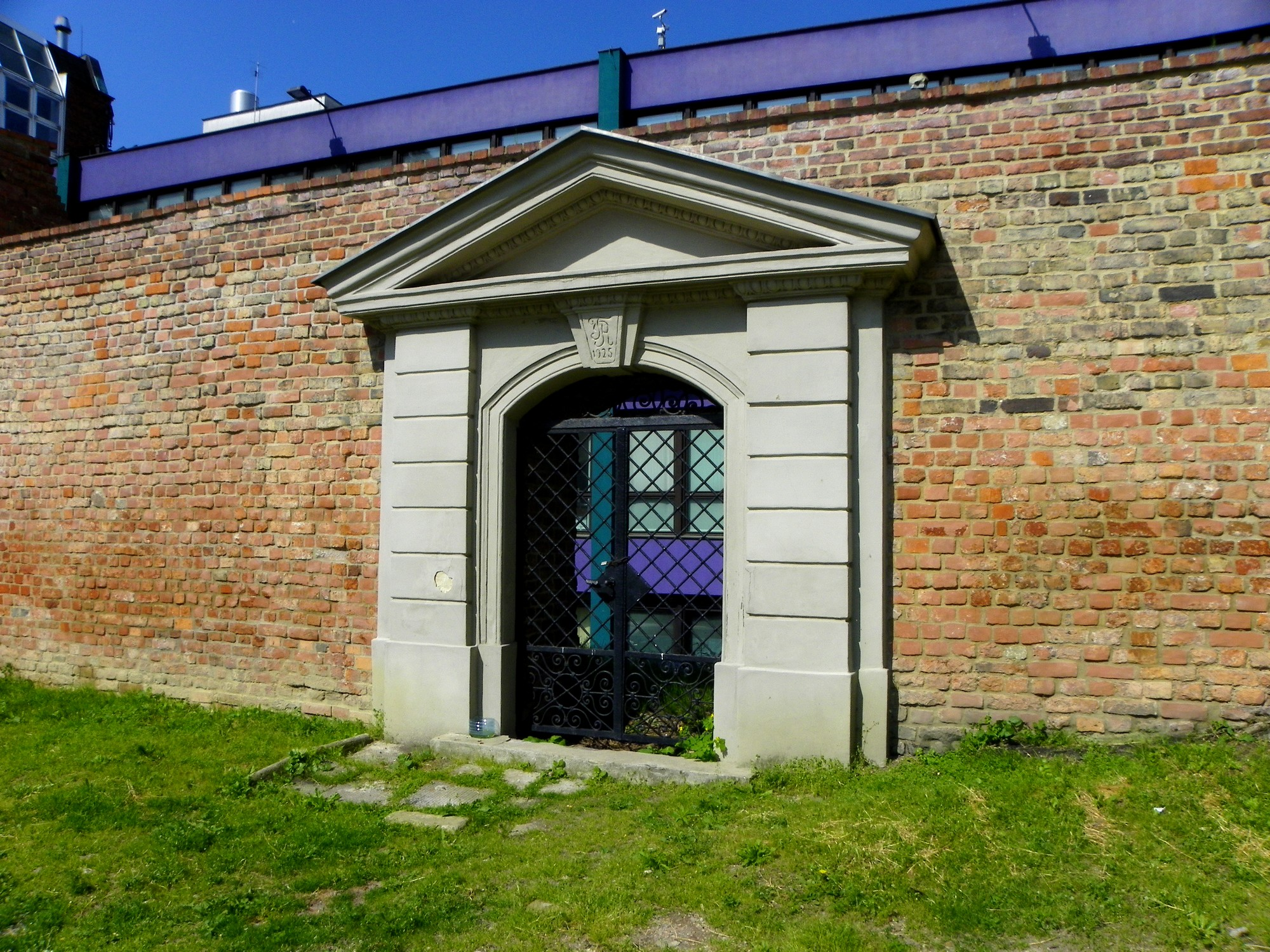
Furta zamkowa muru zewnętrznego (1925)

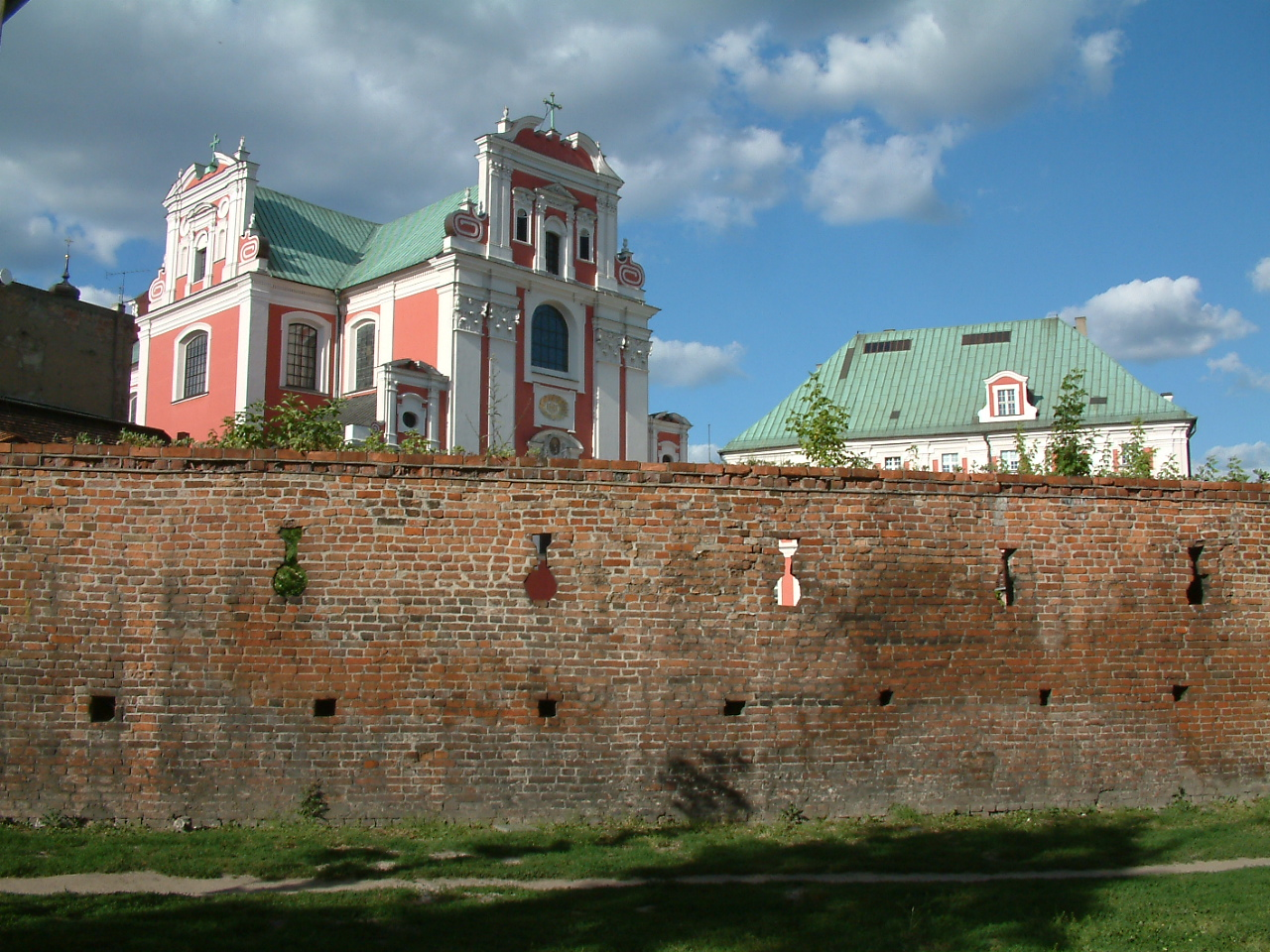
Południowy fragment murów (pocz. XVIII w.), w pobliżu dawnej Bramy Wrocławskiej, za murami widoczna fara

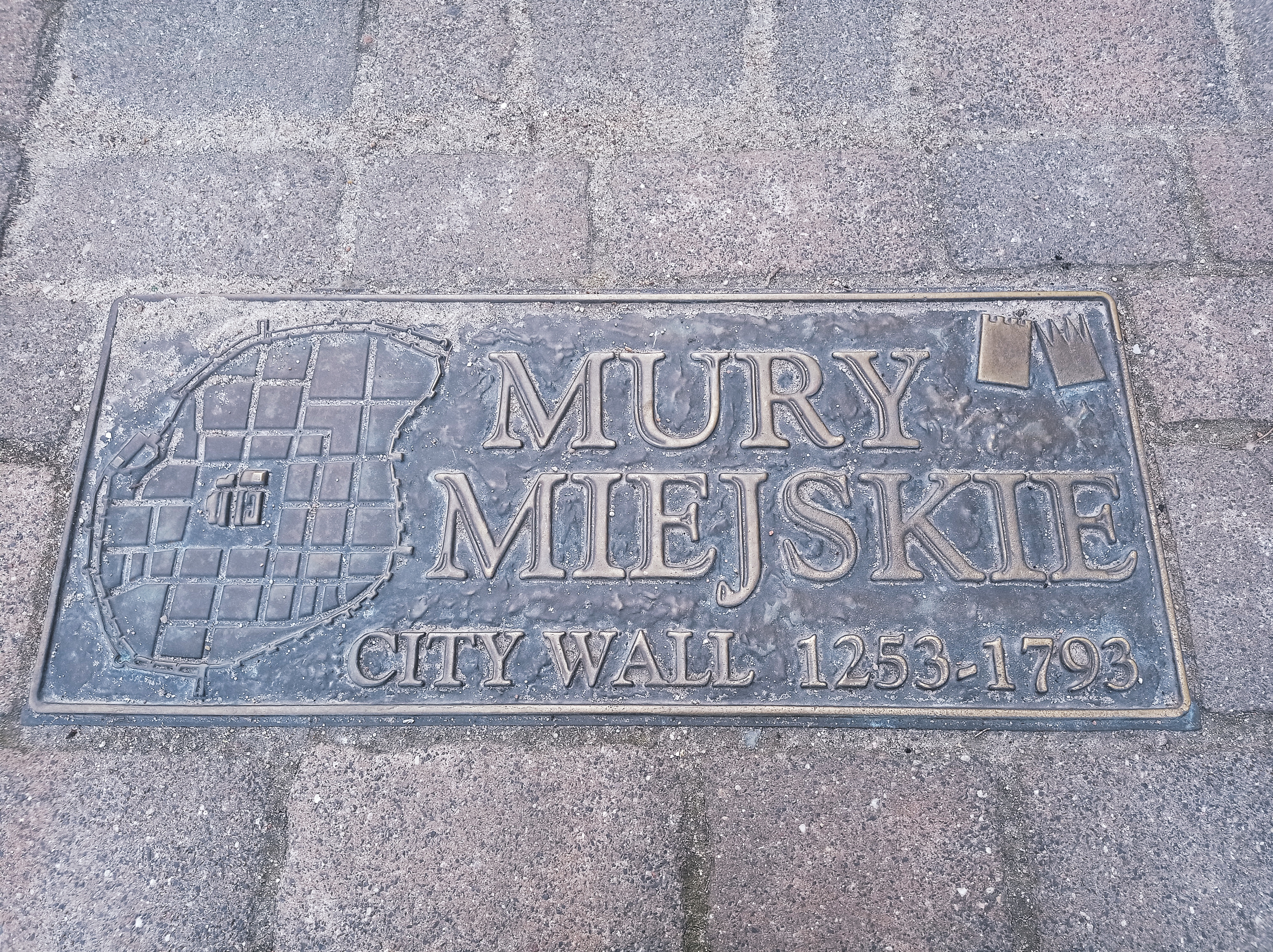
Tablica pamiątkowa

Mury miejskie Poznania – zespół budowli obronnych wzniesionych w celu ochrony średniowiecznego miasta lokacyjnego przed ingerencją zewnętrzną.

## Historia
Obwarowania drewniano-ziemne zaczęły być budowane wokół miasta, wkrótce po lokacji w 1253 roku. Pierwsza wzmianka o istnieniu murów obronnych pochodzi z 1297 roku, w której Władysław Łokietek zwolnił kościół poznański z obowiązków ciążących na mieszczanach poza trzymaniem straży na murach. Przypuszczać można, że mury zostały wzniesione około 1280 roku. Do końca XIII wieku istniał już pełny obwód muru długości 2300 kroków (ok. 1725 m), wysokości ok. 7 m (baszty muru wewnętrznego miały 11 m), posiadający 32 wykusze. Zbudowany został z cegły na podstawie kamiennej.
Po 1431 roku na większości obwodu fortyfikacje wzmocniono drugim murem – zewnętrznym, wyposażonym w półkoliste baszty zwane armatnimi, przystosowane do broni palnej. W XVII w. średniowieczne mury straciły swoje znaczenie w związku z rozwojem artylerii. W czasie potopu Szwedzi wznieśli ziemne fortyfikacje bastionowe, a coraz bardziej zaniedbane mury zaczęto obudowywać budynkami mieszkalnymi. W wyniku budowy kościoła jezuickiego, który stanął częściowo w dawnej fosie, rozebrano fragment południowego odcinka murów. W latach 1701–1712 wzniesiono nowy mur bardziej na południe z charakterystycznymi kluczowymi otworami strzelniczymi. Po zajęciu miasta przez Prusaków w 1793 r. nakazano rozbiórkę murów. Obiekty, które przetrwały, rozebrano na początku XX w. lub w czasie okupacji hitlerowskiej. Do dziś zachowała się tylko Baszta Katarzynek. W czasie odgruzowywania Poznania po II wojnie światowej natrafiono w podwórzu kamienicy przy ul. 23 Lutego na pozostałości baszty armatniej, które zakonserwowano i wyeksponowano. W 2001 r. rozpoczęto badania archeologiczne które odsłoniły wewnętrzny i zewnętrzny mur miejski na odcinku między basztą armatnią a pozostałościami Bramy Wronieckiej. Po trwających ponad 5 lat pracach w 2008 roku otwarto tam ścieżkę turystyczną. Pozostały też fragmenty muru zewnętrznego wraz z Furtą Zamkową u stóp Zamku Królewskiego.

## Bramy
W murze istniały 4 bramy:
- Wroniecka[1]
- Wrocławska[1]
- Wielka[1]
- Wodna[1]
  - Glinna (wymieniana w średniowiecznych lustracjach, od XVI w. przestaje się pojawiać; prowadziła na przedmieście Glinki, dokładna lokalizacja nieznana, znajdowała się prawdopodobnie u wylotu ulicy Podgórnej (obecnie Paderewskiego), czasami była też utożsamiana z furtą Zamkową)

oraz 3 mniejsze furty:
- Zamkowa
- Dominikańska
- Ciemna Brama[1]

Na terenie obecnego szpitala im. Strusia znajdowała się – jedyna tak wysoka – 30 metrowa baszta zwana Wieżą Zegarną lub Czerwoną Wieżą.

## Wykusze
Począwszy od Bramy Wodnej dookoła miasta zgodnie z ruchem wskazówek zegara.
- Wykusz Altarystów Marii Magdaleny, zwany Peterkowskim
- Wykusz Drugi Altarystów Marii Magdaleny – Psałteria
- Wykusz Michała
- Wykusz Tomasza Kołaczka
- Wykusz Piwowarów
- Wykusz Kaznodziejski – Ciemna Bramka
- Wykusz Stanisława Wierzby – nowa szkoła parafialna
- Wykusz Stefana Potulickiego
- Wykusz Koło Szkoły
- Wykusz Iluminatorów
- Wykusz Kuśnierzy
- Wykusz Budników
- Wykusz Rzeźników z Nowych Jatek
- Wykusz Piwowarów (drugi)
- Wykusz Bednarzy
- Wykusz Rzeźników ze Starych Jatek
  - Wykusz Kuśnierzy (wymieniany dopiero od 1588 r.)
- Wykusz Szymona Woźnego
- Wykusz Stanisława Sługi Miejskiego
- Wykusz miejski
- Wykusz miejski
- Wykusz miejski
- Wykusz Kaspra Bednarza
- Wykusz Podstarościego Michela Hana
- Wykusz Januszewej
- Wykusz Mrzygłodowski
- Wykusz Sukienników
- Wykusz Janowej Pawłowej
- Wykusz Piotra Piekarza
- Wykusz Szewca Kozła
- Wykusz Szewców
- Wykusz Czalnego
- Wykusz Krawców

## Upamiętnienie
W sierpniu 2013 w chodnikach na terenie Starego Miasta wmurowano 17 tablic pamiątkowych upamiętniających przebieg murów i informujących o poszczególnych ich elementach. Tablice zamontowano na ul. Wodnej, Woźnej, Wielkiej, Dominikańskiej, Szewskiej, Wronieckiej, 23 Lutego, Paderewskiego, Szkolnej, Wrocławskiej i na Skwerze Wilhelmiego. Wykonała je odlewnia Stanisława Maryańskiego, a inicjatorem był Zarząd Dróg Miejskich. Mury wchodzą w skład zabytków i atrakcji trasy turystycznej Traktu Królewsko-Cesarskiego.